# Гаплогруппа L3 (мтДНК)

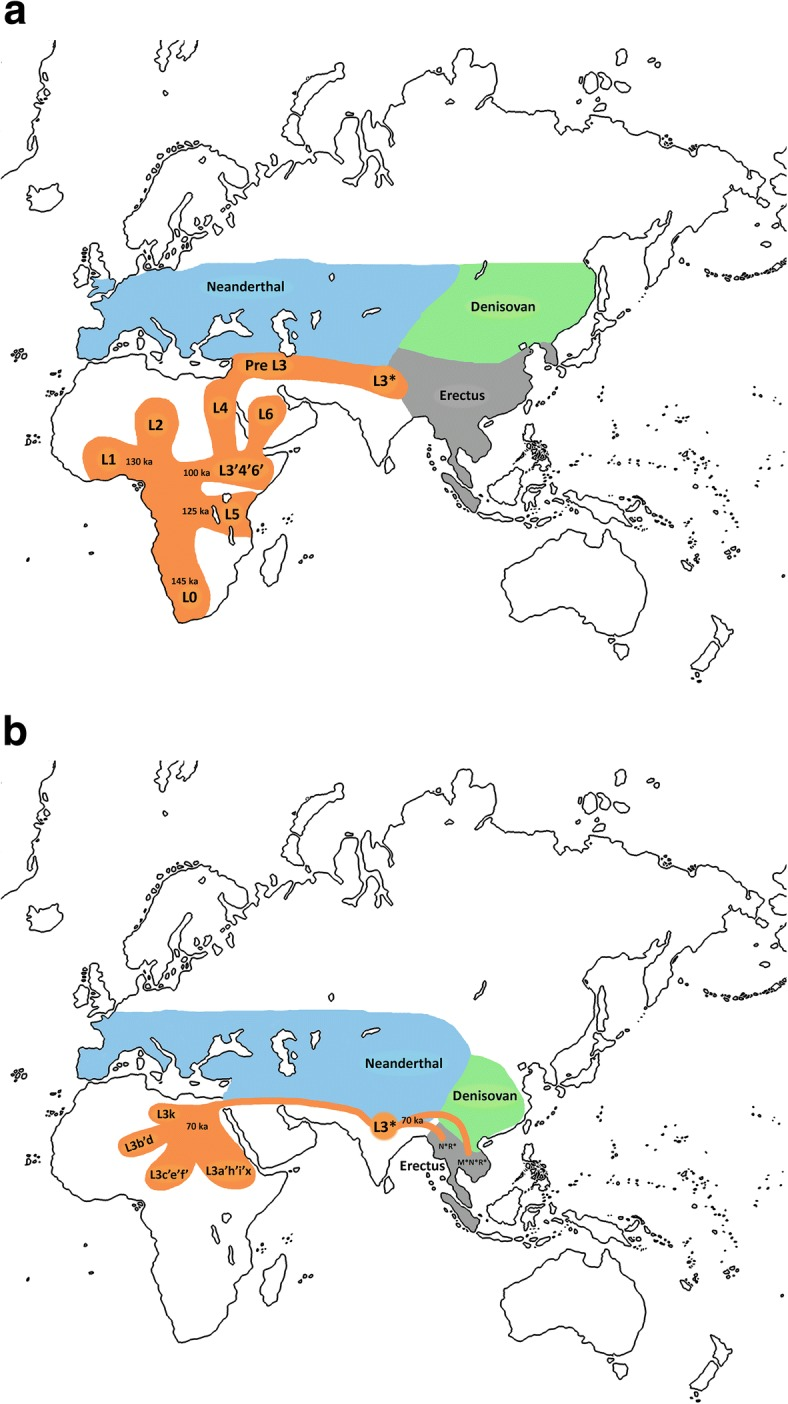
Предлагаемый маршрут миграции, представляющий происхождение L3 в Азии (Cabrera et al.).
a: Выход предшественника L3 в Евразию. b: Возвращение в Африку и экспансия в Азию базальных линий L3 с последующей дифференциацией на обоих континентах

Гаплогруппа L3 — в популяционной генетике — гаплогруппа митохондриальной ДНК человека.

## Происхождение
Предполагается, что гаплогруппа возникла около 105—85 тыс. лет тому назад. Гаплогруппы M и N произошли от митохондриальной группы L3 примерно 65 тыс. лет назад (Macaulay et al., 2005). Возраст коалесценции всех евразийских (M, N) и африканских линий L3 около 71 тыс. л. н. Макрогаплогруппа L3 появилась в Евразии и вернулась в Африку около 70 тыс. лет назад. Субклады L3h и L3i датируются ~ 55,1 тыс. л. н., субклады L3h1 и L3h2 датируются ~ 47 тыс. л. н., L3h2 — ~ 31 тыс. лет назад. Носители митохондриальной гаплогруппы L3 мигрировали из Восточной Африки в Центральную Африку от ~ 60 до 35 тыс. лет назад. Увеличение численности носителей L3 в Центральной Африке ок. 4—3 тыс. л. н. соответствует расширению банту. Около 3—2 тыс. л. н. носители разных линий L3 распространяются в Восточную и Южную Африку.

## Палеогенетика
- L3 определили у образца H8 (Tell Halula, Докерамический неолит B, Халеб (мухафаза), Сирия, 7500—7300 до н. э.)[10]
- L3f1b определили у неолитического образца I12534 (4060—3860 лет до настоящего времени) из местонахождения Prettejohn’s Gully (GsJi11) в Кении, L3i2 определили у неолитического образца I8874 (3350—3180 л. н.) из местонахождения Cole’s Burial (GrJj5a) в Кении, L3f определили у неолитического образца I12398/9 (2710—2380 л. н.) из местонахождения Rigo Cave (GrJh3) в Кении, L3x1 определили у неолитического образца I13979 (2490—2350 лет до настоящего времени) из пещеры Gishimangeda Cave в Танзании, L3d1d определили у неолитического образца I12384 (1810—1620 л. н.) из местонахождения Ol Kalou в Кении, L3a2a определили у образца I8904 из местонахождения Kokurmatakore 1 (железный век Кении)[11]
- L3c’d определили у представителя культуры шнуровой керамики pcw420 из Proszowice 1/2 на юго-востоке Польши[12]
- L3 определили у мумии из Абусира[13]
- L3x2a была обнаружена у обитателя эфиопской пещеры Мота, жившего 4500 лет назад[14]
- L3h определили у мумии 1-го тыс. до н. э. — начала нашей эры из коллекции Государственного музея изобразительных искусств имени А. С. Пушкина № 3 (1,1а 1290 ГМИИ)[15][16]
- L3e5a определили у двух образцов (около 2030 л. н.) из некрополя Контрада Диана на острове Липари[17]
- L3d1a1a и L3e1a1a определены у двух рабов (SJN002 и SJN003) из Мехико, живших в XVI веке[18]
- L3b1a определили у человека западноафриканского происхождения (вероятно раб из Сенегамбии), похороненного около 400 л. н. в мезолитической раковинной куче в Кабесу-да-Аморейра (Португалия)[19].

## Распространение
Чаще всего данная гаплогруппа встречается в Восточной Африке, в отличие от других территорий Африки, где 2/3 всех митохондриальных ДНК представляют гаплогруппы L1 и L2.
L3 подразделяется на несколько подгрупп, одна из которых, как предполагается, является предком макрогаплогрупп M и N, от которых произошло большинство неафриканских народов.

Одна из этих линий, которая определяется потерей участка DdeI на np 10394, представляет лишь небольшой процент африканских мтДНК, однако является, по-видимому, предком почти половины всех европейских, азиатских и индейских мтДНК."

По мнению Мака-Майер и др., «L3 больше связана с евразийскими гаплогруппами, чем с наиболее разнообразными африканскими кластерами L1 и L2» L3 — это гаплогруппа, от которой происходят все современные люди за пределами Африки.
В Европе на мтДНК макрогаплогруппы L приходится <1 %, при этом ~ 65 % европейских L линий прибыли в историческое время (в том числе L3d1b1a), а оставшиеся 35 % L мтДНК образуют европейские субклады, прибывшие в Европу из Африки к югу от Сахары 11 000 лет назад (L1b1, L2a1k).

## Подклассы (потомки) гаплогруппы L3

### Филогенетическое дерево
Приведённое ниже филогенетическое дерево основано на публикации Ван Овена (Van Oven 2008) и последующих опубликованных исследованиях.
- L3
  - L3a 152, 523-524d, 12816 16316
  - L3b 3450, 5773, 6221, 9449, 10086, 13914A, 15311, 15824, 15944d, 16124, 16278, 16362 (западная Африка)
    - L3b1 10373, 16519
      - L3b1a 11002
      - L3b1b 152, 9079, 15664

    - L3b2 3420, 16183C, 16189

  - L3c 195, 498.1C, 678, 3582, 4491, 5393, 7394, 9337, 9682, 12373, 14221, 14371, 14560, 14587, 16311, 16362
  - L3d 5147, 7424, 8618, 13886, 14284, 16124 (западная Африка)
    - L3d1 6680
      - L3d1a 4048, 7648, 11887
        - L3d1a 4048, 7648, 11887
          - L3d1a1 1503, 16319

      - L3d1b 5046
      - L3d1c 3203, 9111, 11239, 12870, 13542, 16166
      - L3d1d 7765, 9151, 16086, 16256, 16368, 16519

    - L3d2 3394, 11518, 12873, 14272, 14584, 15115
    - L3d3 4688
      - L3d3a 2416, 15208

  - L3j 5821, 6182, 6722, 8676, 9365, 9731A, 12280, 12534, 14260, 15314, 15479, 15514
  - L3e 2352, 14212 (центральная Африка/Судан)
    - L3e1 189, 200, 6221, 6587, 14152, 15670, 15942, 16327
      - L3e1a 16185
        - L3e1a1 185, 8650, 16311
        - L3e1a2 195, 207, 5774A, 9254, 11024, 14569, 16209
        - L3e1a3 10398

      - L3e1b 14926, 16325d
      - L3e1c 3675, 5460, 8289.1CCCCCTCTA, 8701, 14323
      - L3e1d 152, 8703, 9300, 12738, 16176
      - L3e1e 10370, 14571A

    - L3e2 195, 14905, 16320, 16519
      - L3e2a 4823, 13105, 14869
      - L3e2b 16172, 16183C, 16189
        - L3e2b1 408A, 2483, 9377, 16188.1C
        - L3e2b2 11377, 16182C

    - L3e3 195, 2000, 6524, 9554, 10667, 10816, 13101C, 16265T
      - L3e3a 10286, 12397
      - L3e3b 4655, 12248, 13197, 13651, 15812

    - L3e4 3915, 5584, 11257, 13749, 16051
    - L3e5 398, 8392, 16041

  - L3i 7645
    - L3i1 10679, 11260, 13800A
      - L3i1a 13967, 14060, 15758
      - L3i1b 2158, 13687, 16153

    - L3i2 152, 189, 504, 523-524d, 5441, 8222, 12630, 14818, 15388, 15944d, 16260, 16311 (Эфиопия — ранее называлась L3w)

  - L3k 235, 494, 3918, 6620G, 9467, 13135, 13992, 15314
  - L3x 3483, 5899.1C, 6401, 8311, 8817, 13708, 16169 (Эфиопия, оромо)[25]
    - L3x1 204, 15172, 16278
    - L3x2 249d, 494, 9941, 16195
      - L3x2a 3435, 16193, 16223

  - L3f 3396, 4218, 15514, 15944d, 16209, 16519 (восточная Африка)
    - L3f1 5601, 9950
      - L3f1a 3693, 4350, 5194, 14148, 15106
      - L3f1b 189, 200, 1822, 7819A, 8527, 8932, 11440, 14769, 16292, 16311
        - L3f1b1 8410, 10070, 16129, 16295
        - L3f1b2 7235A
        - L3f1b3 711, 6806, 7158

    - L3f2 745.1T, 16311
      - L3f2b 374.1A, 2442, 5342, 11016, 12338, 15466, 15658
      - L3f3 189, 318, 959, 4643, 5181, 6602, 8158, 8251, 9932, 10604, 11770, 15940, 16176, 16234 (Чадский бассейн, центральная Африка)[26]

  - L3h- 7861, 9575
    - L3h1 1719, 4388, 5300, 9509, 11590, 16311
      - L3h1a 5492
        - L3h1a1 516, 709, 4117, 5316, 8047, 8485, 9080, 12432, 13708, 13926, 14110
        - L3h1a2 8781A
          - L3h1a2a 146, 4688, 4742, 8943, 12175, 12236, 12519, 14587, 14862, 15646, 16399

      - 'L3h1b 189C, 195, 523-524d, 10044, 14410, 16284, 16256A
        - L3h1b1 3777

## Публикации
2014
- Fernández E; Pérez-Pérez A; Gamba C; Prats E; Cuesta P; Anfruns J; Molist M; Arroyo-Pardo E; Turbón D (Июнь 2014). Ancient DNA Analysis of 8000 B.C. Near Eastern Farmers Supports an Early Neolithic Pioneer Maritime Colonization of Mainland Europe through Cyprus and the Aegean Islands. PLOS Genetics. 10 (6): e1004401. doi:10.1371/journal.pgen.1004401. PMC 4046922. PMID 24901650.{{cite journal}}:  Википедия:Обслуживание CS1 (не помеченный открытым DOI) (ссылка)

### Общие сведения
- L3 MTree. YFull.
- Ian Logan’s Mitochondrial DNA Site
- PhyloTree.org - mtDNA tree Build 17 (18 Feb 2016): subtree L3

### Гаплогруппа L3
- Spread of Haplogroup L3, from National Geographic